# Ó Dálaigh
Ó Dálaigh ist ein ursprünglich patronymisch gebildeter irischer Familienname mit der Bedeutung „Abkömmling von Dálach“. Anglisierte Formen des Namens sind Daly. und Daley

## Namensträger
- Cearbhall Ó Dálaigh (1911–1978), irischer Richter und Präsident der Republik Irland
- Donnchadh Mór Ó Dálaigh (um 1175–1244), irischer Dichter bardischer Tradition

in der Namensform O’Daly
- Gerard James Patrick O’Daly (* 1943), irischer Klassischer Philologe

in der Namensform Daly

siehe Daly
in der Namensform Daley

siehe Daley